# Ruben Yttergård Jenssen
Pour les articles homonymes, voir Jenssen.
Ruben Yttergård Jenssen est un footballeur norvégien, né le 4 mai 1988 à Tromsø en Norvège. Il évolue au poste de milieu gauche.
Son jeune frère, Ulrik, est lui aussi footballeur professionnel.

## Biographie

### En club
Jenssen joue en Norvège, en Allemagne et aux Pays-Bas. 
Avec l'équipe de Tromsø, il se classe deuxième du championnat de Norvège en 2011, et participe aux tours préliminaires de la Ligue Europa.
Il inscrit sept buts en deuxième division allemande lors de la saison 2015-2016 avec le FC Kaiserslautern, ce qui constitue sa meilleure performance.

### En équipe nationale
Jenssen est régulièrement sélectionné dans les équipes nationales de jeunes, des moins de 16 ans jusqu'aux espoirs. Avec les espoirs, il participe aux éliminatoires du championnat d'Europe espoirs 2011.
Jenssen reçoit 39 sélections en équipe de Norvège entre 2010 et 2016, sans inscrire de but. Toutefois, seulement 37 sélections sont considérées comme officielles.
Il joue son premier match en équipe nationale le 29 mai 2010, en amical contre le Monténégro (victoire 2-1 à Oslo).
Il participe avec la Norvège aux éliminatoires de l'Euro 2012 (deux matchs), aux éliminatoires du mondial 2014 (sept matchs), aux éliminatoires de l'Euro 2016 (un match), et enfin aux éliminatoires du mondial 2018 (un match).

## Palmarès
- Vice-champion de Norvège en 2011 avec le Tromsø IL